# Starstich

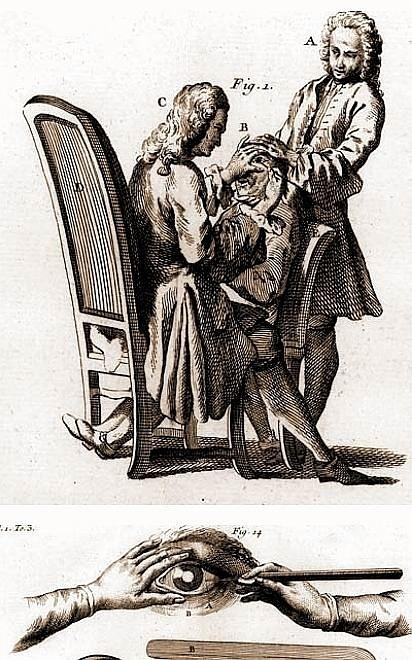
Starstich – Katarakt-Operation um 1746

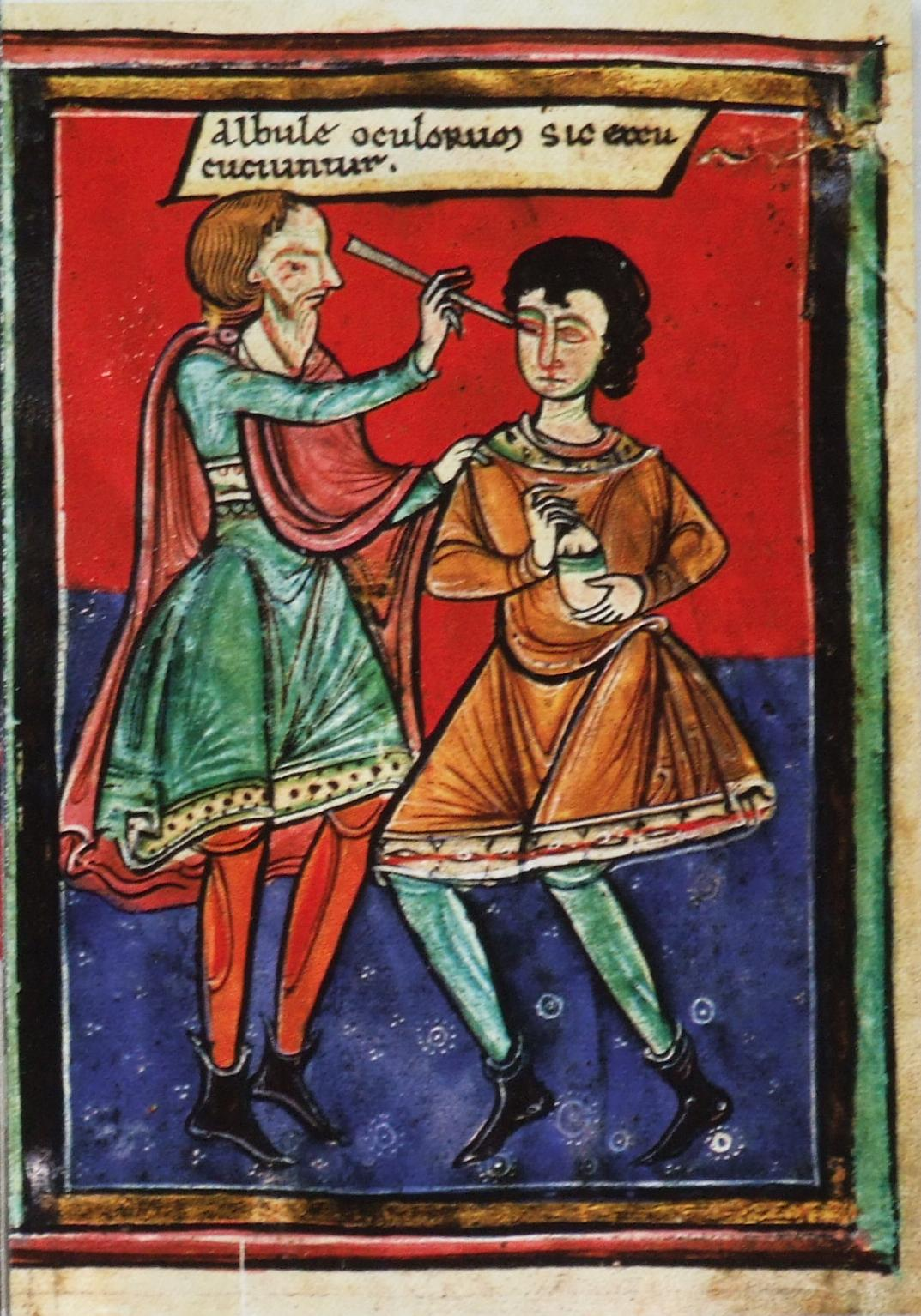
Starstich in einem mittelalterlichen Manuskript

Der Starstich (auch Skleronyxis in Bezug auf die Luxation der Linse mit der durch die Sklera eingestochenen Starnadel) als Depressio lentis (Depression der Starlinse) oder Reclinatio lentis (Couching) ist „das Hinunterstoßen bzw. Hinunterdrücken der Augenlinse mit einer Nadel in den Glaskörper auf den Boden des Augapfels“ und war über Jahrtausende eine einfache Operationsmethode zur Behandlung des Grauen Stars, die seit dem Altertum bis ca. 1800 angewandt wurde. In manchen Regionen der Dritten Welt wird der Starstich in Ermangelung besserer Behandlungsmöglichkeiten, wie der modernen Kataraktextraktion, und medizinischer Versorgung noch heute durchgeführt.

## Prinzip des Starstichs
Beim Starstich wird mit einer sogenannten „Starstichnadel“ in das Auge gestochen und die getrübte Augenlinse auf den Boden des Augapfels gedrückt. Nach dieser auch Reclinatio lentis genannten Prozedur kann das Licht ohne Hindernis auf die Netzhaut fallen, der Patient kann besser sehen, wenngleich durch die fehlende Brechkraft der Linse in der Regel eine starke Übersichtigkeit von etwa +19,00 Dioptrien die Folge ist.

Couching

Neben der Reclinatio lentis (englisch Couching genannt) gab es zur Operation des Grauen Stars auch das Aussaugen der Linse sowie die radikale Linsenextraktion.

## Durchführung
Über die Jahrtausende, in denen der „Starstich“ durchgeführt wurde, hatten sich in Abhängigkeit von den anatomischen Kenntnissen auch die Techniken verändert.
Der Okulist (von lateinisch oculus ‚Auge‘), ein in früheren Zeiten augenheilkundlich tätiger Wundarzt (auch Starstecher genannt), und Patient sitzen sich bei der Reclinatio lentis, dem üblicherweise angewandten Verfahren des Starstichs, gegenüber. Ein hinter dem Patienten stehender Helfer packt dessen Kopf und drückt ihn fest gegen seine Brust. Der Starstecher sticht mit der Starstichnadel am Limbus seitlich der Regenbogenhaut (Iris) in den Augapfel hinein, bewegt die scharfe Spitze von der Vorderkammer aus durch die Pupille nach hinten oben und durchtrennt die Zonulafasern. Nun muss er die Linse oben mit der Nadel erfassen und auf den Grund des Glaskörpers hinabdrücken. Um ein Wiederaufsteigen der Linse zu vermeiden, hält der Operateur sie dort noch eine Weile fest. Nach dem Eingriff wird ein Verband über beide Augen gelegt, um das Auge ruhigzustellen. Die Linse konnte aber durchaus nach längerer Zeit wieder aufsteigen und so dem Patienten das Sehen erneut unmöglich machen.
Oft handelte es sich bei solchen Okulisten um spezialisierte, reisende Wundärzte, die ihre Dienste auf Messen und Jahrmärkten anboten. Einer der bekanntesten Okulisten ist Johann Andreas Eisenbarth, dessen Wirken exemplarisch für die Tätigkeit solcher Okulisten ist. Das Herumreisen erweiterte nicht nur den Kreis der möglichen Patienten, sondern schützte den Operateur wohl auch vor der Reaktion von Patienten, bei denen bei dieser Operationsmethode Komplikationen aufgetreten waren.
Opfer solcher Komplikationen wurden möglicherweise Johann Sebastian Bach und Georg Friedrich Händel, die beide von demselben Okulisten John Taylor behandelt worden waren. Händel brachte Taylors Heilkunst keine nachhaltige Besserung: Er erblindete erneut. Bach starb vier Monate nach zwei Augenoperationen, ohne sich zwischendurch vollständig erholt zu haben. Wie der weit umhergereiste Taylor war auch John Thomas Woolhouse ein am Starstich gut verdienender Gegner der damals sich etablierenden Lehrmeinung, dass der Graue Star seine Ursache in der Augenlinse hat.
Durch das Tragen von Brillen nach der Staroperation konnte das Sehen verbessert werden. So empfahl Herman Boerhaave den Staroperierten das Tragen von Convexgläsern. Allgemein waren die Ergebnisse dieses groben Eingriffs schlecht und sind es noch heute. Die Quoten von Entzündungen, Sekundärerkrankungen (Glaukom), Rezidiven (die Linse geriet wieder in die Gesichtslinie) und vollständiger Erblindung sind nach wie vor sehr hoch.

## Geschichte
Starstiche sind bereits aus babylonischer Zeit bekannt. Schon damals wurde ein spitzer Gegenstand in den Glaskörper hineingestoßen. Man verhalf Erblindeten so zu neuer Sehkraft, wenngleich infolge häufiger Infektionen viele Menschen in der Folgezeit vollends erblindeten und bisweilen auch verstarben.
Hinweise auf diese Art der Therapie finden sich auch im Codex Hammurapi:

„§ 215: „Wenn ein Arzt einen Mann mit einem bronzenen Instrument von einer schweren Wunde geheilt oder das Fleckchen im Auge eines Mannes mit dem bronzenen Instrument geöffnet und das Auge des Mannes geheilt hat, sind ihm dafür zehn Schekel Silber zu bezahlen.““

Warum der Starstich vor allem durch wandernde Heiler durchgeführt wurde, verdeutlicht, im Zusammenhang mit dem hohen Erblindungsrisiko, die kurz danach aufgeführte Verfügung:

„§ 218: „Wenn der Arzt einen freien Mann mit einem bronzenen Instrument an einer schweren Wunde behandelt und sterben lässt, und wenn er das Fleckchen im Auge des Mannes mit dem Instrument aus Bronze geöffnet, aber das Auge des Mannes zerstört hat, wird man seine Hände abschlagen.““

Diese Textstellen des Codex Hammurapi um 1700 v. Chr. belegen, dass es sich beim Verhältnis zwischen Arzt und Patient bereits um ein Vertragsverhältnis gehandelt hat. Sie belegen aber auch, dass das Gesellschaftssystem der Babylonier je nach Rechtsstellung seiner Mitglieder unterschiedliche Vertragsverpflichtungen oder Sanktionen bei Vertragsbrüchen vorsah. So mussten beispielsweise für einen Starstich an einem Sklaven lediglich zwei Schekel Silber bezahlt werden, also nur ein Fünftel des Preises für den Starstich an seinem Herrn. Die Behandlung des Sklaven hatte sein Herr zu bezahlen.
In Griechenland war die Niederdrückung des Stars (eine Zerstückelung der Linse wurde nur selten durchgeführt) sicher schon in klassischer Zeit bekannt. (Eine Starextraktion soll Rhazes zufolge Antyllos im 2. Jahrhundert n. Chr. vorgenommen haben). Die wohl älteste belegte Beschreibung des Starstichs (wie er von Aulus Cornelius Celsus, Galenos, Paulos von Aigina und anderen Medizinschriftstellern der Antike geschildert wurde) in der griechischen Antike ist im Ophthalmikós, einem von Arzt Demosthenes Philalethes im 1. Jahrhundert n. Chr. verfassten Lehrbuch der Augenheilkunde, enthalten. Auch der byzantinische Chirurg Heliodoros soll gemäß Oreibasios im 2. Jahrhundert n. Chr. einen solchen Starstich vorgenommen haben.
Die Durchführung des Starstichs in Indien erwähnte bereits Sushruta. Ausführlicher beschrieben wird die Methode bei Vagbhata. Im alten China ist der Starstich nicht belegt.
Der Starstich wurde im 18. Jahrhundert (so 1746 durch Jacques Daviel) von der Linsenextraktion verdrängt. Heutzutage ist der Starstich kaum noch verbreitet und spielt nur noch in wenigen Entwicklungsländern eine Rolle. In einigen Ländern Subsahara-Afrikas oder ländlichen Gebieten Indiens ist der Starstich durch traditionelle Heiler bis heute weit verbreitet, wobei nicht nur die schlechte Zugänglichkeit zu modernen Augenkliniken, sondern auch ein traditionelles Misstrauen gegenüber westlicher Medizin eine Rolle spielt. Wissenschaftliche Studien aus den frühen 2000er Jahren haben gezeigt, dass traditionelle Starstiche keinen (langfristigen) Vorteil für die Patienten bringen und Komplikationsraten hoch sind.